# Adalbert Rebić
Adalbert Rebić (* 23. Januar 1937 in Klenovec Humski (heute zur Gemeinde Hum na Sutli bei Krapina, Kroatien); † 20. Februar 2014 in Zagreb) war ein jugoslawischer bzw. kroatischer katholischer Geistlicher, Bibelwissenschaftler und Minister.

## Leben
Adalbert Rebić studierte von 1956 bis 1961 Philosophie in Zagreb und an der Päpstlichen Universität Gregoriana in Rom (1956/61) sowie Katholische Theologie an der Gregoriana (1961/65). Nach einem Studium der Biblischen Exegese am Päpstlichen Bibelinstitut in Rom (1965/68) wurde er an der Gregoriana mit einer Arbeit zur Biblischen Theologie zum Doctor theologiae promoviert.
Rebić war Professor für Bibelwissenschaften, semitische und orientalische Sprachen wie Hebräisch, Arabisch, Syrisch und Aramäisch sowie Biblische Archäologie an der Katholischen Fakultät der Universität Zagreb. Zudem lehrte er an der Universität Zadar und der Theologischen Fakultät in Đakovo.
Er war Domherr der Kathedrale zu Zagreb. Seit 1966 organisierte er in Israel Seminare für Theologiestudenten sowie Wallfahrten ins Heilige Land. Seit 1972 war er Präsident des kroatischen Marianischen Instituts. 1990 berief ihn Papst Johannes Paul II. in die Internationale Marianische Päpstliche Akademie. 2007 wurde er emeritiert.
Während des Kroatienkriegs 1991 bis 1995 war er Leiter der Regierungsstelle für Vertriebene und Flüchtlinge und 1995 Minister für humanitäre Angelegenheiten.
Adalbert Rebić veröffentlichte mehr als 400 wissenschaftliche Arbeiten, darunter 28 Monographien. Mit seinem Werk Sve moje izbjeglice (dt.: All meine Flüchtlinge) dokumentierte er das Leiden der Flüchtlinge und Vertriebenen aus Kroatien und Bosnien-Herzegowina. Er war Direktor des Verlages Kršćanska sadašnjost in Zagreb und Chefredakteur des Religionslexikons im Lexikographischen Institut.
Er wurde 1974 Mitglied im Verband der literarischen Übersetzer (Društvo hrvatskih književnih prevodicala, DHKP). Als Übersetzer gab er Bücher über den Propheten Jeremia, Klagelieder Jeremias und das Buch des Propheten Ezechiel heraus. Er übersetzte 1968 die Bibel ins Kroatische.
Er wurde mehrfach mit höchsten staatlichen Auszeichnungen geehrt, unter anderem durch die Kroatische Akademie der Wissenschaften und Künste. 1990 wurde er in den jüdischen Kulturverein Kulturno društvo Miroslav Šalom Freiberger aufgenommen.

## Schriften
- Das Auftreten und die Predigt Johannes des Täufers: redaktions- und traditionsgeschichtliche Arbeit in Mt 3,1–17 und Paral. Dissertation. Gregoriana, 1969.
- Evangelizacija u našem vremenu i prostoru, Kršćanska Sadašnjost 1977, ISBN 953-151-851-3[1]
- Die Übersetzung der Bibel ins Kroatische: eine kurze Übersicht. SAZU 1998.
- Sve moje izbjeglice, Novelti millenium Zagreb 2012, ISBN 978-953-55581-3-2.[2]